# Retro

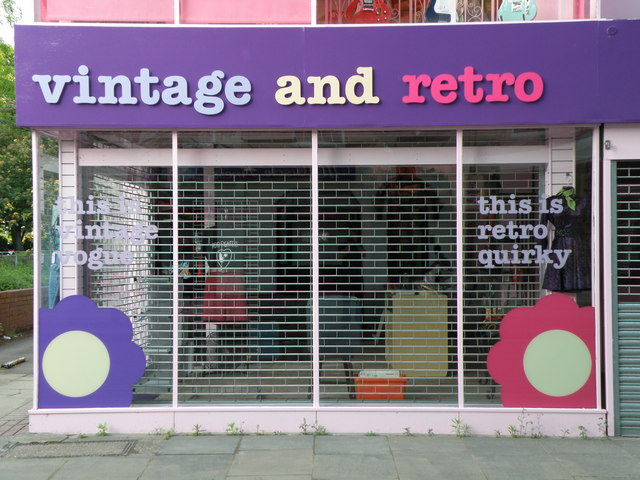
Geschäft in Großbritannien: „vintage and retro“

Der Ausdruck Retro (lat. retro rückwärts, retrograd rückwärts gewandt) kennzeichnet in vielen Bereichen gezielt an älteren Traditionen oder Merkmalen epigonal anknüpfende manieristische Erscheinungen. In diesem Zusammenhang wird auch der Begriff Vintage behandelt. Der Begriff Retrowelle kennzeichnet eine kulturelle Strömung, die sich als absichtlich rückwärtsorientierte Mode präsentiert. Kunstwerke oder Kulturleistungen werden durch Rückgriffe auf Konzepte oder Stile vergangener Epochen hervorgebracht.

## Retro als kulturelle Strömung
Der Ausdruck wird als Modebegriff sowohl allein als auch in Zusammensetzungen wie Retro-Stil, Retro-Modell oder Retro-Design verwendet. Retro-Moden sind inzwischen in nahezu allen Bereichen kultureller Produktion anzutreffen, vom Alltagsgegenstand über Kleidung und Architektur bis zu Literatur und Musik.
Der einigermaßen neue Begriff ist nicht sonderlich präzise und umfasst unterschiedliche aktuelle Phänomene in Bezug auf die Motivationen und Arten des Rückgriffs, wie ironisches Zitieren (vgl. Postmoderne Architektur), Nostalgie, Camp, Stil-Collage, Bricolage, Sampling (Musik), Steampunk, das Suchen, Finden, Pflegen und Wiederherstellen von Erinnerungsstücken, das Wiederaufnehmen von Traditionen, das Weiterverarbeiten usw. Kulturelle Erinnerungsstücke und historische Formen und Farben zurückliegender Jahrzehnte und Jahrhunderte werden auf unterschiedliche Weise wieder aufgenommen und neu verarbeitet.
Retrogrades zeigt sich besonders in der immer rascheren Reanimation von Moden vergangener Jahrzehnte in allen erdenklichen Kulturbereichen. So kehrten beispielsweise die 1950er Jahre in den 1980ern (mit Petticoat und Bundfaltenhose), die späten 1960er und 1970er Jahre in den 1990ern als Revivals (mit Cordsamt und Schlaghosen) zurück. Auch Anleihen aus den 1920er bis 1950er Jahren sind vorzufinden. Im Rahmen von historistischen und eklektizistischen Ansätzen kommt es zu Stilpluralismus und Stilmischungen. Neben der gleichzeitigen Begehbarkeit unterschiedlicher und sich zum Teil scheinbar widersprechender Stile findet sich oft der Slogan anything goes.
Retro ist ein auch in der Kleidermode beliebter Begriff für den ästhetischen Rückgriff auf das Formenvokabular vergangener Epochen und Genres. Die zur Retrowelle zugehörige Mode wird auch Retrolook genannt.

## Erklärungsmodelle
Dass die Kinder der 1970er Mitte der 1990er von der Wirtschaft als kaufkräftige Zielgruppe erkannt wurden und die Produkte ihrer Jugend – Spielzeug, Lebensmittel und Fernsehserien (Wickie, Fanta-JoJo, Playmobil, Lego, Tom Sawyer, Zauberwürfel, Barbapapa, TriTop, Brauner Bär, Grünofant, Slime) – wiederentdeckten, kann als ein möglicher Hintergrund eingeschätzt werden. Belletristischen Niederschlag fand dies in Florian Illies’ Buch Generation Golf. Philosophen wie Jean Baudrillard und Paul Virilio haben sich mit den Hintergründen beschäftigt.
„Während so viele Generationen, und besonders die letzte, im Laufschritt der Geschichte gelebt haben, in der euphorischen oder katastrophischen Perspektive einer Revolution – hat man heute den Eindruck, daß die Geschichte sich zurückgezogen hat, einen Nebel der Indifferenz hinter sich zurücklassend, durchquert zwar von Strömen, aber all ihrer Bezüge entleert. In dieser Leere fließen die Phantasmen einer versunkenen Geschichte zusammen, in ihr sammelt sich das Arsenal der Ereignisse, Ideologien und Retro-Moden – nicht so sehr deshalb, weil die Leute daran glauben oder darauf noch irgendeine Hoffnung gründen, sondern einfach, um die Zeit wiederaufleben zu lassen, in der es wenigstens Geschichte gab, in der es wenigstens Gewalt (und sei es faschistische Gewalt) oder wenigstens einen Einsatz des Lebens oder des Todes gab.“ (Jean Baudrillard: Kool Killer. Geschichte: Ein Retro-Scenario, 1978, S. 50)
Retro im Sinne kulturellen Rückgriffs kann auch als neuer Begriff dafür, dass in bestimmten Epochen aus unterschiedlichen Gründen Rückgriffe auf die Vergangenheit postuliert und realisiert wurden, gedeutet werden. Der Begriff Renaissance enthält einen Anklang an das Retrograde bereits im Namen. Mit der Neuausrichtung der Moderne auf Innovation geriet das Nachahmen, Aufgreifen und Wiederentdecken als Teil der Kulturauffassung ins Abseits. Nachahmen galt als ein originäres Anliegen der prämodernen Kunst (Mimesis).

### Retro als Indiz: Diskussion um Moderne und Postmoderne
Seit den 1970er Jahren werden stilistische Rückgriffe auf frühere Genres und Epochen besonders auch als Indiz für die These der anbrechenden Postmoderne und damit eine Abkehr von der Moderne gedeutet oder zum Anlass genommen, die Defizite der Moderne und ihres Fortschrittsglaubens zu kritisieren. Zum Teil wird der Vorwurf erhoben, die Wiederaufbereitung unterschiedlicher Epochen bringe den Verlust von Maß, Kontrolle und Maßstab mit sich. Ein Verlust an Syntax durch Wiederholung kann ebenso vorgeworfen werden. Es kann sich auch die Frage anschließen, ob die Moderne das 20. (und 21. Jahrhundert) angemessen charakterisiert, oder ob nicht Retro-Phänomene mehr sind als temporär (und intellektuell) begrenzte Phasen und Zeiterscheinungen.
Nach diesen Interpretationen ist Retro ohne den engen Zusammenhang zur Moderne, die sich die „Jagd nach dem Neuen“, die ständige Innovation auf die Fahnen geschrieben hat, nicht zu verstehen. So gesehen kann Retro als Gegenpol zum Haupttrend der sogenannten Hochkultur verortet werden. Wurde dieser in Frage gestellt, wie in der Pop-Art, waren stets auch Retro-Tendenzen zu bemerken. In einer Welt, die sich rasant verändert und für viele scheinbar immer weniger Bezugspunkte bietet, können Retro-Trends als logische Folge erscheinen, auf die hin der Vorwurf berechtigt sein mag, lediglich die Sehnsucht nach heimeliger Geborgenheit zu bedienen.
Seit den frühen 1970er Jahren, als unübersehbar wurde, dass sich die Moderne in einer schweren Krise befand, gab es selbst innerhalb der Reihen der Fortschrittsgläubigen erste Retro-Bewegungen. So z. B. im Bereich der Architektur. Die New York Five, zu denen Richard Meier, Michael Graves und Peter Eisenman gehörten, setzten sich zum Ziel, den Weg der Moderne bis zu Le Corbusier (1887–1965) zurückzugehen. Selbst ein scheinbar modernistisches Gebäude, wie das von 1975 bis 1979 erbaute ICC in West-Berlin, ist mit seinen Bezügen zur Science-Fiction und ihrer Gegenständlichkeit eher einer Art Retro-Futurismus zuzurechnen.
Das Zunahme von Retro-Bewegungen seit den frühen 1970er Jahren ist auch mit der Kapitalismus-, Konsum- und Kulturkritik der 68er-Generation, dem wachsenden ökologischen Bewusstsein und dem Brüchigwerden des Fortschrittsglaubens der Wirtschaftswunderjahre (Ölkrise) verbunden. Auch der ökologische Gedanke des Recyclings unterstützt ideologisch Phänomene, wie die Verbreitung von Second-Hand-Läden oder Trödelmärkten, wobei diese Tendenz gesellschaftspolitisch auch als Progression bewertet wurde, während konservative Kreise viel länger am Fortschrittsdenken festhielten.

### Mediengesellschaft und Mythos
Die heutige Welt kann als Mediengesellschaft aufgefasst werden, in der eine Flut von Informationen gleichzeitig verfügbar ist. Es könnte angenommen werden, in einer solchen Gesellschaft würde es allein durch die exponentielle Zunahme von Informationen auch zu einer allgemeinen Zunahme von fundiertem und differenziertem Wissen kommen. Diese Annahme bestätigt sich nicht, im Gegenteil, die Gesellschaft neigt, wie der Medientheoretiker Marshall McLuhan bemerkte, vielmehr zum Mythos und zwar aus ganz praktischen Gründen – ein Mythos ist für die Massengesellschaft schlicht und ergreifend zeitsparender.
Der italienische Schriftsteller Roberto Calasso schreibt: „… die Welt unentrinnbar in einer giftigen Hülle der Parodie eingewickelt ist. Nichts ist, was es zu sein vorgibt. Alles ist schon im Augenblick seines Erscheinens ein Zitat.“ Ein besonders aufschlussreiches Beispiel für Verwendung und Verquickung von verschiedenen Formen des Zitats ist es, wenn Michael Stipe in „Man on the Moon“ ein „Hey Baby“ wie Elvis Presley zu singen scheint. In Wirklichkeit jedoch ist sein Gesang eine Hommage an die Elvis-Parodie des amerikanischen Komikers Andy Kaufmann, der nicht Elvis Presley, sondern vielmehr dessen Imitatoren parodiert. Es handelt sich bei dieser Reverenz damit um die Hommage an eine Parodie der Imitation.
Besonders moderne Ausdrucksformen, wie das Kino und die Popmusik, die im engen Verhältnis zur Massengesellschaft entstanden, sind voller solcher sich überlagernder Zitate. Herausragende Vertreter des sogenannten postmodernen Kinos sind die Coen-Brüder, Wes Anderson und Quentin Tarantino.

## Retro in der Musik
In den 1980ern bezog man sich unter dem Stichwort Rockabilly auf die Jugendkultur des Rock ’n’ Roll der 50er Jahre, in den 1990ern vor allem noch einmal auf Pop und die Ästhetik der 1960er und 1970er (Exotica, Lounge, Funk, Psychedelic, Rock, Schlager). Im Jazz gab es Ende der 90er eine Retrowelle, den Retro-Swing, zu dem von Tanzgruppen auch in stilechter Kleidung der 1930er / 1940er-Jahre getanzt wurde.
Allerdings war auch schon die Grunge-Welle Anfang der 1990er Jahre mit ihren Bezügen zu 1970er-Jahre-Bands wie The Who, Led Zeppelin, Black Sabbath nach Punk eine Wiedererinnerung an Verlorengegangenes. Das lässt sich noch weiter zurückverfolgen: In den späteren Siebzigern propagierte der Punk eine Rückkehr zu den rohen Ursprüngen der Rockmusik im Gegensatz zum aufgeblähten Pomp von Pink Floyd, Yes und Queen. Die British Invasion der 1960er dagegen speiste sich aus zwei Quellen. Während die Rolling Stones, Yardbirds, Cream und Free die große Blueswelle der Vierziger von Otis Rush und Muddy Waters aufgriffen, wurde den Beatles von ihrer Plattenfirma entgegnet, Gitarrenrock wäre nicht mehr modern.
In der ersten Hälfte der Nullerjahre fanden sich Retroszenen der 1980er in Clubmusik, bei der Kleidung und den Frisuren. Modisch war zum Beispiel ein leicht punkiges Outfit, anhand dessen sich viele Jugendliche als Alternative Subkultur bezeichneten. Dass darauf die Wiederholung der 1990er folgte, war wenig überraschend. In der Rock- und Popmusik wurde wieder an die 1960er Jahre angelehnter Gitarrenrock von Bands wie den Strokes, White Stripes, Black Rebel Motorcycle Club und International Noise Conspiracy zum ersten Hype des neuen Jahrtausends. In der Musik bezeichnet die heute sogenannte Retrowelle insbesondere die Erfolge einer Szene, die spätestens seit 2006 durch das musikalische Schaffen von Amy Winehouse in Gang gebracht wurde. Sängerinnen wie Amy Winehouse, Duffy und Adele stürmten die Charts. Sowohl Soul, als auch Swing und Rock ’n’ Roll erlebten ein Revival. Besonders ausgiebig ist seit Beginn der zweiten Dekade des 21. Jahrhunderts ein Psychedelic-Revival vertreten. Zugleich erleben die späten 1980er und sogar die frühen bis mittleren 1990er in der Musik ein Comeback, unter anderem auch durch Vaporwave.

## Kunst und Film
Im Winter 2004 kamen mit Sky Captain and the World of Tomorrow, Polar Express und Die Unglaublichen gleich drei ausgesprochene Retrofilme ins Kino. Retrograde Designvorstellungen beeinflussen auch die Bildende Kunst. So bezeichnet der Künstler Ralf Metzenmacher seine Malerei als „Retro-Art“. Diese sieht er als Kombination aus Kunst und Design und als Weiterentwicklung der Pop-Art.

## Retrodesign

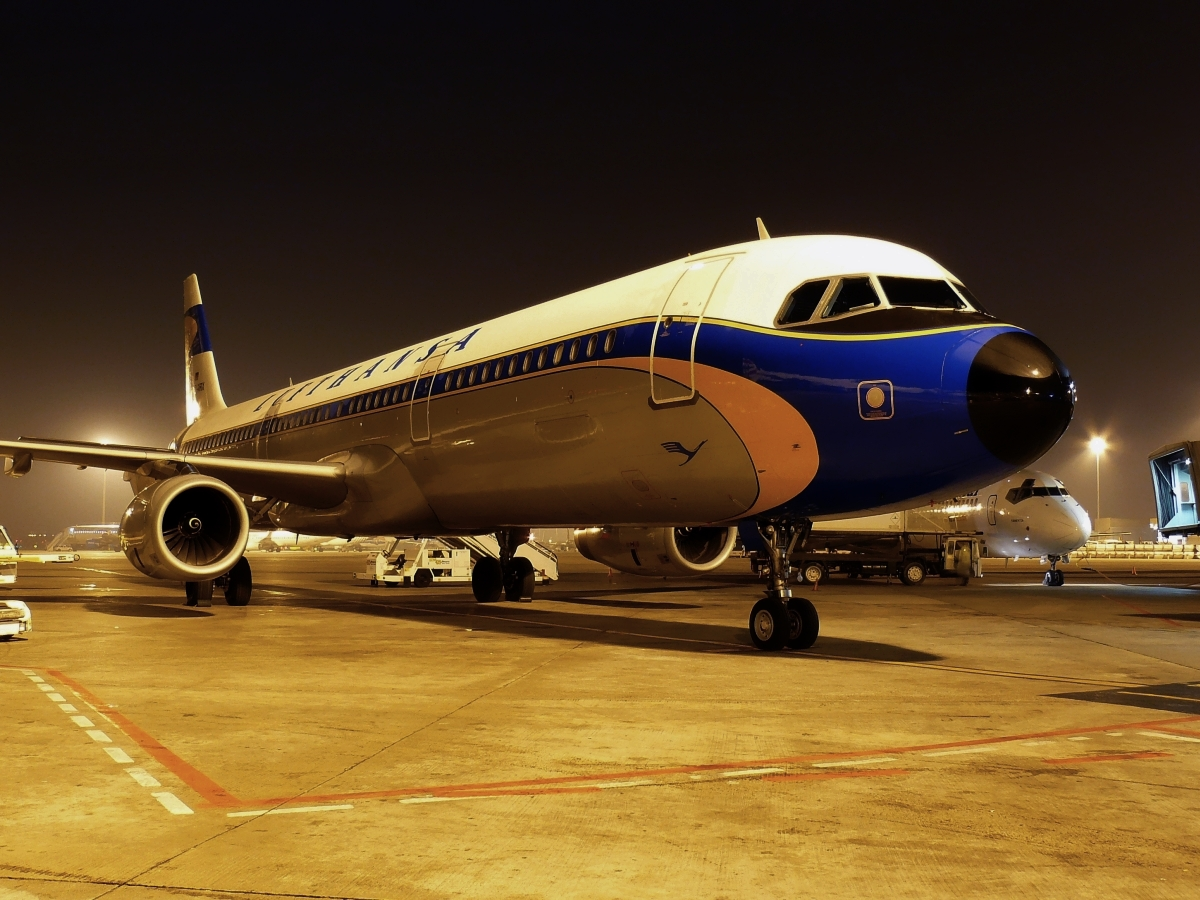
Der Airbus A321 D-AIRX „Weimar“ der Lufthansa in einem Retroanstrich

Retrodesign ist seit den 1990er-Jahren im Automobildesign und im Motorradbau verbreitet. Einige Fluggesellschaften haben inzwischen zumindest ein Flugzeug in einer historischen Sonderlackierung gestaltet. Die italienische Bahn FS hat in den letzten Jahren einige aktuelle Loks in historischen Farbgebungen lackiert. Außerdem fand der Retrolook Eingang in die Technik. Einige der Formen, die in der Technik von 1910 bis 1960 Verwendung fanden, werden von den Designern an Automobilen, Booten und Flugzeugen, aber auch an Haushaltsgeräten wie Kühlschränken, Staubsaugern oder Toastern, ganz oder in Teilen wiederverwendet.